# Великодобронська сільська територіальна громада
Великодобронська сільська громада — територіальна громада в Україні, в Ужгородському районі Закарпатської області. Адміністративний центр — село Велика Добронь. 
Площа громади —  км², населення —  мешканців (2020).
Утворена 12 червня 2020 року шляхом об'єднання Великодобронської, Малодобронської і Тисаагтелекської сільських рад Ужгородського району, а також Чомонинської сільської ради Мукачівського району.

## Населені пункти
У складі громади 5 сіл:
- с. Велика Добронь
- с. Мала Добронь
- с. Демечі
- с. Тисаагтелек
- с. Чомонин